# NGC 6700
NGC 6700 (другие обозначения — PGC 62376, UGC 11351, MCG 5-44-10, ZWG 173.26, IRAS18441+3213) — спиральная галактика с перемычкой (SBc) в созвездии Лира.
Этот объект входит в число перечисленных в оригинальной редакции «Нового общего каталога».
В галактике вспыхнула сверхновая SN 2002cw типа Ib, её пиковая видимая звездная величина составила 18,7.